# 托瓦斯鎮區 (密歇根州)
托瓦斯鎮區（英語：Tawas Township）是位於美國密歇根州艾奧斯科縣的一個行政鎮區。

## 地方資料
托瓦斯鎮區的面積為86.60平方千米，當中陸地面積為86.60平方千米，而水域面積為0.00平方千米。根據2020年美國人口普查的數據，當地共有人口1733人，而人口密度為每平方千米20.01人。